# فرنسيس مور
فرنسيس مور (بالإنجليزية: Francis Moore)‏ (18 يوليو 1827 في المملكة المتحدة - 14 يناير 1900) هو لاعب كريكت بريطاني (وحمل سابقاً جنسية المملكة المتحدة لبريطانيا العظمى وأيرلندا). لعب مع نادي مقاطعة نوتنغهامشير للكريكت ‏.

## وصلات خارجية
- فرنسيس مور على موقع إي آس بي آن كريك إنفو (الإنجليزية)